# Цисар Олександр Вікторович
Олександр Вікторович Цисар (17 квітня 1967 — 21 січня 2023) — радянський та український футболіст, що грав на позиції захисника і півзахисника. Відомий за виступами в команді вищої української ліги «Прикарпаття» з Івано-Франківська, а також у низці клубів вищої ліги Казахстану. По завершенні ігрової кар'єри — український футбольний тренер.

## Клубна кар'єра
Олександр Цисар розпочав займатися футболом у Кишиневі. У 1984 році він розпочав виступи на футбольних полях у місцевій команді «Ністру», проте грав переважно за дублюючий склад команди, та зіграв лише 1 матч у Кубку СРСР. У 1985 році футболіст закінчив сезон у команді радянської другої ліги «Зоря» (Бєльці), а сезон 1986 року провів у команді другої ліги «Дніпро» (Могильов). Після дворічної перерви у виступах за команди майстрів у 1989 році Цисар стає гравцем команди другої ліги «Нафтовик» з Охтирки, в складі якої грає до кінця 1990 року. У 1991 році футболіст переходить до складу іншої команди другої ліги «Автомобіліст» із Сум, і в 1992—1993 роках грає в його складі вже в українській першій лізі. У 1993 році Цисар повертається до складу охтирського «Нафтовика», який на той час також грав у першій українській лізі. У складі охтирської команди футболіст грав до кінця 1997 року, та провів у її складі 151 матч у першій лізі.
На початку 1998 року Олександр Цисар стає гравцем команди вищої української ліги «Прикарпаття» з Івано-Франківська. у вищоліговому клубі футболіст грав до кінця року, провів у вищій лізі 17 матчів. У 1999 році Цисар грав у складі клубу вищої ліги Казахстану «Женіс» з Астани, а в 2000 році грав у складі іншого вищолігового казахського клубу «Акмола» з Кокшетау. У 2001 році футболіст грав у складі казахського вищолігового клубу «Шахтар» з Караганди, після чого повертається до України, де стає гравцем аматорського клубу «Факел» з Варви. У 2005 році Цисар грав у складі аматорської команди «Нафтовик-2» з Охтирки, після чого завершив виступи на футбольних полях. У 2009 році Олександр Цисар входив до тренерського штабу головної команди охтирського «Нафтовика». Пізніше Цисар працював тренером у футбольному клубі «Альянс» Помер 21 січня 2023 року після важкої та тривалої хвороби.